# Фрасдорф (Бавария)
Фрасдорф (нем. Frasdorf) — община в Германии, в земле Бавария.
Подчиняется административному округу Верхняя Бавария. Входит в состав района Розенхайм. Население составляет 2979 человек (на 31 декабря 2010 года). Занимает площадь 32,72 км².